# Primo piatto

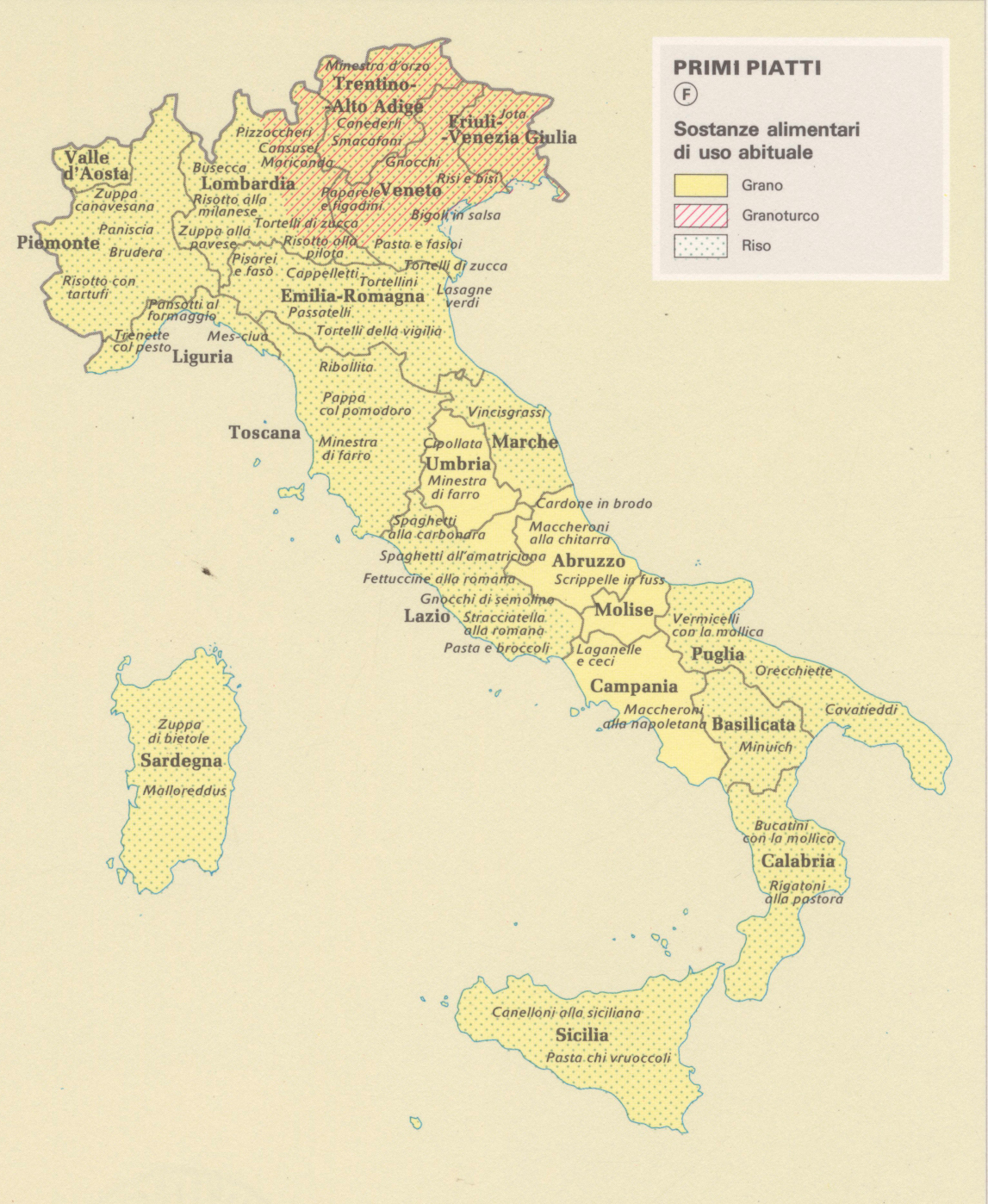
Primi piatti in Italia

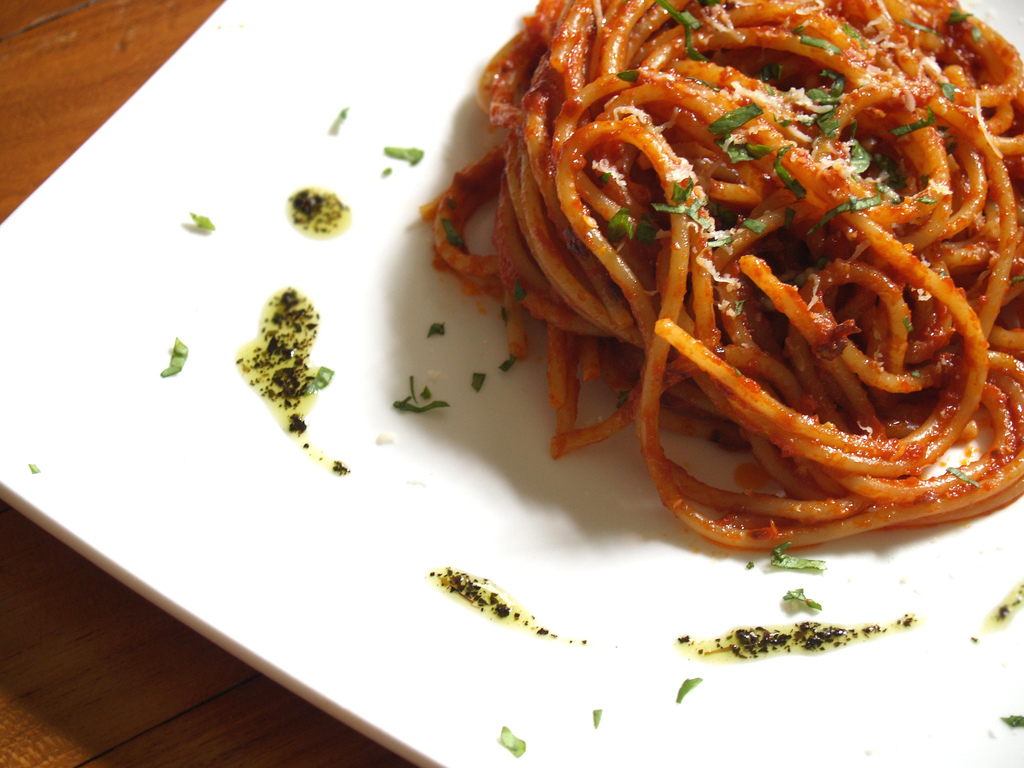
Un piatto di spaghetti all'arrabbiata, un tipico primo piatto

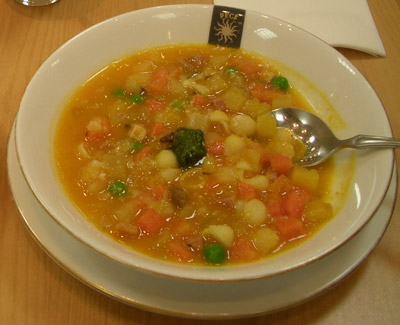
Un piatto di minestrone di verdura

Un primo piatto è un piatto in genere a base di pasta o minestra che viene consumato all'inizio del pasto, ma che può essere, a volte, preceduto da uno o più antipasti.
Non necessariamente la portata che costituisce il primo piatto è asciutta, anzi spesso vengono servite come primo preparazioni brodose quali zuppe o minestre, da consumarsi con il cucchiaio e in genere basate in tutto o in parte su legumi e verdure.
Alcuni piatti possono fungere a seconda della quantità servita e/o delle diverse usanze locali da primo oppure da contorno (ad esempio il riso alla cantonese o la polenta).

## Aspetti nutrizionali
In genere il primo piatto consumato nei pasti principali risulta piuttosto ricco di carboidrati e si contrappone ad un secondo a più alto contenuto proteico.

## Ristorazione tradizionale
Nella tradizione italiana un pasto completo è composto da un primo piatto seguito da un secondo piatto a base di carne, pesce o verdure e poi da un dessert. Nel menù francese il primo piatto italiano viene in genere assimilato all'entrée.